# Тесс Олофссон
Тесс Олофссон (нар.24 січня 1988) — шведський футбольний арбітр. Вона стала першою жінкою, яка судила матч у Супереттані, другому дивізіоні Швеції. Арбітр ФІФА з 2016.

## Суддівська кар'єра
Спочатку Олофссон активно займалася футболом, але у віці 20 років завершила кар'єру через різні травми. У 13 років вона вперше судила матч на юнацькому турнірі. 8 листопада 2020 року вона дебютувала в Супереттані в матчі між командами Естерс проти АФК «Ескілстуна» 2–1.
З 2015 року вона також входить до списку ФІФА та обслуговує міжнародні футбольні матчі. Дебют Олофссон у жіночій Лізі чемпіонів УЄФА відбувся 12 вересня 2018 року в матчі першого туру ЖФК «Спартак» Суботика — «Баварія» 0–7.
В активі Олофссон — участь у Чемпіонаті Європи серед юнаків до 17 років 2016 року в Білорусі, Чемпіонаті Європи серед юнаків до 19 років 2018 року у Швейцарії та Кубку Арнольда Кларка 2022. Найяскравішою подією в її кар'єрі став Чемпіонат Європи 2022 року в Англії, де Олофссон разом зі своїми асистентками Альмірою Спахіч і Франкою Овертум судила груповий матч. Олофссон також працювала на чемпіонаті світу 2022 року серед юнаків до 20 років у Коста-Риці в серпні 2022 року, де судила півфінальний матч між збірними Бразилії та Японії 1-2. Вона також заявлена на проведення чемпіонату світу 2023 року.

## Матчі на міжнародних турнірах

### Чемпіонат Європи з футболу 2022
| раунд         | Дата          | Місце проведення | Команда | Команда  | Результат |
| ------------- | ------------- | ---------------- | ------- | -------- | --------- |
| Груповий етап | 10 липня 2022 | Манчестер        | Бельгія | Ісландія | 1:1 (0:0) |

### Чемпіонат світу з футболу 2023
| раунд         | Дата          | Місце проведення | Команда | Команда | Результат |
| ------------- | ------------- | ---------------- | ------- | ------- | --------- |
| Груповий етап | 23 липня 2023 | Гамільтон        | Замбія  | Японія  | 0:5 (0:1) |
| Груповий етап | 28 липня 2023 | Сідней           | Англія  | Данія   | 1:0 (1:0) |